# Man with a Mission
Man with a Mission, gestileerd als MAN WITH A MISSION is een Japanse rockband die in 2010 is opgericht. De band bestaat uit vijf leden: Tokyo Tanaka, Jean-Kan Johnny, Kamikaze Boy, DJ Santa Monica en Spear Rib. De bandleden dragen wolvenmaskers tijdens hun optreden en in muziekvideo's.

## Bandleden
- Tokyo Tanaka – zang (2010–heden)
- Jean-Ken Johnny – gitaar, zang (2010–heden)
- Kamikaze Boy – basgitaar, achtergrondzang (2010–heden)
- DJ Santa Monica – DJ, sampling (2010–heden)
- Spear Rib – drums (2010–heden)

Tijdlijn